# ستيف والاس (سائق سيارة سباق)
ستيف والاس (بالإنجليزية: Steve Wallace)‏ هو سائق سيارة سباق أمريكي، ولد في 18 أغسطس 1987 في تشارلوت في الولايات المتحدة.

## وصلات خارجية
- الموقع الرسمي
- ستيف والاس على موقع Racing-Reference.info (الإنجليزية)